# La Balanguera
A La Balanguera (katalán kiejtés: [ɫə βəɫəŋˈgeɾə] vagy [ɫə βəɫəɲˈɟeɾə]) a Spanyolországhoz tartozó Baleár-szigetek himnusza. Szövegét Joan Alcover i Maspons (1854–1926) mallorcai költő írta régi mallorcai gyerekdal alapján, zenéjét Amadeu Vives i Roig (1871–1932) katalán zeneszerző szerezte. 1996 novemberében tette a szigetek hivatalos himnuszává a Consell Insular de Mallorca.

## Szövege
| Katalánul | Angol fordításban |
| La Balanguera misteriosa, com una aranya d'art subtil, buida que buida sa filosa, de nostra vida treu lo fil. Com una parca bé cavil·la teixint la tela per demà. La Balanguera fila, fila, la Balanguera filarà. Girant l'ullada cap enrera guaita les ombres de l'avior, i de la nova primavera sap on s'amaga la llavor. Sap que la soca més s'enfila com més endins pot arrelar. La Balanguera fila, fila, la Balanguera filarà. De tradicions i d'esperances tix la senyera pel jovent com qui va un vel de noviances amb cabelleres d'or i argent de la infantesa qui s'enfila de la vellura qui se'n va. La Balanguera fila, fila, la Balanguera filarà | The mysterious Balanguera, as a subtle art spider, empties that it empties her distaff and takes out the thread of our lives. As a Parca well ponders weaving the cloth for tomorrow. The Balanguera spins, spins, the Balanguera will spin. Turning her glance to the past she guards the shades of ancestry and of the new spring she knows where the seed is hidden. She knows that the vine-stock climbs up higher the deeper its roots can go. The Balanguera spins, spins the Balanguera will spin. From traditions and from hopes she weaves the flag for the youth as who prepares a wedding veil with hairs of gold and silver of the childhood that grews up of the old age who goes away. The Balanguera spins, spins, the Balanguera will spin |